# Brassø
Brassø er en del af Gudenå-systemet og er den sidste i rækken af Himmelbjergsøer i Gudenåens løb mod Silkeborg. Den indgår også i det større søsystem – kaldet Silkeborgsøerne.

## Omkring Brassø
Brassø ligger sydøst for Silkeborg og strækker sig fra Sejs Snævring (Borgerå) til Remstrup Å, som Gudenåen hedder det sidste stykke før Silkeborg. Kun ved udløbet fra snævringen og omkring Hattenæs findes bebyggelse ved søbredden. Ellers er søen omkranset af skov – mod syd af Sønderskov , mod nordvest af Vesterskov og Kobskov og mod nordøst af Nordskoven.
Brassø er opdelt i to bassiner, der ligger på hver side af landtangen rundt om Avnsø. I det sydligste findes mod nord Valdemars Vig og herefter følger på land De små fisk – et kommunalt naturområde med teltplads og et lille søbad.
Først i det nordlige bassin ligger Hattenæs, som især i ældre tid var kendt som et meget populært udflugtsmål med de to restaurationer - Gammel Hattenæs (1888-1978) og Ny Hattenæs (1900-). Af samme grund har Hjejleselskabet en lang anløbsbro her.
Derefter følger Kongsholm og Kongsholm Øen, som danner indløbet – kaldet Kongsdyb - til Remstrup Å.
På den modsatte bred udgør Myrehoved afgrænsningen mellem Brassø og Vejlsø, som er en afsnøring af Brassø. Syd her for ligger Skallervig og yderligere mod syd - på den anden side af Assing Hoved – ligger Balservig.
Efter landtangen med navnet Balserhoved følger indsejlingen til Klüwers Kanal, der forbinder Brassø med Avnsø.
Brassøvej i Sejs har navn efter søen.

## Søens tilløb
Den største vandmængde tilføres Brassø ved, at Gudenåen strømmer igennem. Søen tilføres dog også vand fra Almind Sø og Vejlsø via Vejlsø kanalen. Ligeledes har Brassø forbindelse til Avnsø gennem Klüwers Kanal.
Forholdene i såvel Vejlsø som Avnsø påvirkes i stort omfang af tilstanden i Brassø, da vandet herfra ofte strømmer ind i de to mindre søer.
De største dybder findes forholdsvist tæt på land ved den sydlige bred.

## Navnet "Brassø"
Navnet ”Bradsøe" optræder første gang i Markbogen fra 1683, og som ”Brasøe” på Videnskabernes Selskabs kort fra 1781. Forleddet er sandsynligvis fiskenavnet ”brasen”, måske som en gammel henvisning til, at der var mange af denne type fisk i søen.